# Maher Zain
Maher Zain (en árabe: ماهر زين) nació el 16 de julio de 1981, es un cantante libanés. Lanzó su álbum debut Thank You Allah, un álbum de éxito internacional producido por Awakening Records, en 2009. Lanzó su álbum de seguimiento Forgive Me en abril de 2012 bajo la misma compañía de producción, y un tercer álbum One en 2016.

## Carrera profesional
La familia libanesa de Maher Zain emigró a Suecia cuando él tenía ocho años. Allí completó sus estudios y obtuvo una licenciatura en Ingeniería Aeronáutica. Zain ingresó a la industria de la música en Suecia y en 2006 se trasladó a Nueva York para continuar su carrera en la industria de la música en los Estados Unidos.
Al regresar a Suecia, se comprometió una vez más con su fe islámica y decidió alejarse de su carrera como productor musical para convertirse en cantante y compositor de música R&B contemporánea con una fuerte influencia religiosa musulmana.

## Discografía
- Thank You Allah (2009)
- Forgive Me (2012)
- One (2016)